# Yolande Mukagasana
Yolande Mukugasana (1954) es una escritora, enfermera y autobiografa ruandesa. 

## Biografía
Enfermera anestesista durante 19 años en el centro hospitalario de Kigali y después enfermera jefe en su propio dispensario privado, fue víctima en 1994 de las masacres que devastaron el país. Sobrevivió al genocidio de Ruanda por parte de los tutsi pero perdió a sus tres hijos, a su marido y a sus hermanos. Obtuvo la nacionalidad belga en 1999.

## Obras
Ha publicado dos obras autobiográficas La mort ne veut pas de moi (1997) y N'aie pas peur de savoir - Rwanda: une rescapée tutsi raconte y cuentos. ha coescrito también junto con Jacques Delcuvellerie y el Groupov, la obra de teatro Rwanda 94.  
Con el fotógrafo Alain Kazinierakis publicó un libro compuesto por los testimonios de los supervivientes titulado Las heridas del silencio (Les blessures du silence).

## Premios
Ha recibido el premio Paloma de oro de la paz el 3 de julio de 2002 en Roma.